# Jordan Bouah
Jordan Sebastian Bouah (* 17. Mai 1995 in Rom) ist ein italienischer American-Football-Spieler auf der Position des Wide Receivers. Zu seinen größten Erfolgen zählen der Gewinn der Europameisterschaft 2021 und der Sieg im ELF Championship Game 2022.

## Werdegang
Bouah, der der Sohn eines ivorischen Mannes und einer sardischen Frau ist, spielte in der Jugend bei Stella Azurra und Pallacanestro Virtus Roma Basketball. Nachdem er ein Angebot aus der zweiten italienischen Liga abgelehnt hatte, orientierte er sich um und begann 2015 bei den Gladiatori Roma mit dem American Football. Bereits als Rookie führte er sein Team in der dritten italienischen Liga in gefangenen Yards (479) und Touchdowns (8) an. 2017 verpflichtete sich Bouah für das Saddleback Junior College in Mission Viejo, Kalifornien. Nachdem er als Freshman sechs Tackles für die	Bobcats erzielt hatte, bekam er als Sophomore auch Snpas in der Offensive und als Returner.
Im März 2019 nahm Bouah am CFL Combine in Toronto teil. Dabei erzielte er unter den globalen Teilnehmern dreimal den besten Wert, und zwar beim 40 Yard Dash (4,68 Sekunden), beim Standhochsprung (33″) und beim Standweitsprung (9’10.50″). Beim European CFL Draft 2019 wurde Bouah an achter Stelle von den Ottawa RedBlacks ausgewählt und wenige Wochen später mit einem Vertrag ausgestattet. Für die RedBlacks kam er in einem Preseason-Spiel zum Einsatz. Nach den Trainingscamps Anfang Juni wurde Bouah von den RedBlacks entlassen.
Bouah kehrte anschließend nach Italien zurück und lief dort in den Playoffs der italienischen Liga für die Giants Bolzano auf. Im August 2019 wurde er als Ersatz für den verletzten Martin Emos von den Dresden Monarchs aus der German Football League (GFL) verpflichtet. Bei seinen sechs Einsätzen nahm er eine nachgeordnete Rolle ein und verzeichnete 145 Receiving Yards für drei Touchdowns. Für die Saison 2020 schloss sich Bouah den Milano Seamen an. Aufgrund der Covid-19-Pandemie wurde die Spielzeit jedoch abgesagt, weshalb Bouah erst in der Saison 2021 sein Debüt für die Seamen gab. Mit insgesamt zehn erzielten Touchdowns war er ein wesentlicher Bestandteil des Teams, das den Italian Bowl erreichte, wo es aber den Parma Panthers unterlag. Zur Mitte der GFL-Saison wurde er von den New Yorker Lions verpflichtet. Im Herbst 2021 wurde Bouah mit der italienischen Nationalmannschaft Europameister. Im Finale gegen Schweden fing Bouah sechs Pässe für 108 Yards und einen Touchdown. Bei der Flag-Football-Weltmeisterschaft im Dezember 2021 belegte Bouah mit Italien den vierten Rang und wurde anschließend teamintern als MVP ausgezeichnet.
Für die Saison 2022 unterschrieb Bouah einen Vertrag bei den Vienna Vikings, die für die Spielzeit neu der European League of Football (ELF) beigetreten waren. Bei den Vikings war Bouah Stammspieler als Wideout, zudem wurde er häufig als Returner eingesetzt. Am dritten Spieltag fing er beim Heimspiel gegen Stuttgart Surge seinen ersten Touchdown in der ELF. Mit 680 Receiving Yards führte er die Vikings teamintern an und verhalf seiner Mannschaft so zum Einzug in die Playoffs. Dort konnten sie sich im Halbfinale gegen die Barcelona Dragons durchsetzen und im Finale die Hamburg Sea Devils schlagen. Bouah wurde in das zweite ELF All-Star Team gewählt. Zur Saison 2023 kehrte er zu den Vikings zurück.

## Statistiken

### Vereinsfootball
| Italian Football League            |                  |    |    |     |      |    |    |
| 2019                               | Bolzano Giants   | 01 | 04 | 085 | 21,3 | 0  | 49 |
| 2021                               | Milano Seamen    | 09 | 32 | 621 | 19,4 | 11 | 52 |
| IFL Gesamt                         | IFL Gesamt       | 10 | 36 | 706 | 19,6 | 11 | 52 |
| German Football League             |                  |    |    |     |      |    |    |
| 2019                               | Dresden Monarchs | 06 | 10 | 145 | 14,5 | 3  | 35 |
| 2021                               | New Yorker Lions | 06 | 12 | 214 | 17,8 | 0  | 50 |
| GFL Gesamt                         | GFL Gesamt       | 12 | 22 | 359 | 16,3 | 3  | 50 |
| Quellen: fidaf.org, stats.gfl.info |                  |    |    |     |      |    |    |

### European League of Football
| Jahr                                   | Team           | Spiele | Starts | Receiving | Receiving | Receiving | Receiving | Receiving | Receiving |
| Jahr                                   | Team           | Spiele | Starts | Rec       | Tgt       | Yds       | Avg       | TD        | Lng       |
| -------------------------------------- | -------------- | ------ | ------ | --------- | --------- | --------- | --------- | --------- | --------- |
| European League of Football            |                |        |        |           |           |           |           |           |           |
| 2022                                   | Vienna Vikings | 12     | 11     | 39        | 58        | 680       | 17,4      | 6         | 90        |
| ELF Gesamt                             | ELF Gesamt     | 12     | 11     | 39        | 58        | 680       | 17,4      | 6         | 90        |
| Quellen: stats.europeanleague.football |                |        |        |           |           |           |           |           |           |

| Jahr                            | Team           | Spiele | Starts | Receiving | Receiving | Receiving | Receiving | Receiving | Receiving |
| Jahr                            | Team           | Spiele | Starts | Rec       | Tgt       | Yds       | Avg       | TD        | Lng       |
| ------------------------------- | -------------- | ------ | ------ | --------- | --------- | --------- | --------- | --------- | --------- |
| European League of Football     |                |        |        |           |           |           |           |           |           |
| 2022                            | Vienna Vikings | 02     | 02     | 10        | 15        | 111       | 11,1      | 0         | 28        |
| ELF Gesamt                      | ELF Gesamt     | 02     | 02     | 10        | 15        | 111       | 11,1      | 0         | 28        |
| Quellen: sportsmetrics.football |                |        |        |           |           |           |           |           |           |